# Estación Cosmito
Cosmito es una antigua estación de Penco. Es parte del ramal Rucapequén - Concepción. La estación está en desuso. El ramal actualmente se ocupa en el tramo Concepción-Lirquén para servicios de carga por los porteadores Ferrocarril del Pacífico S.A. (Fepasa) y Transporte Ferroviario Andrés Pirazzoli (Transap). La vía más allá de Lirquén no está habilitada, y entre Nueva Aldea y Rucapequén, se piensa en reactivar el tráfico, que estuvo activado en el tramo Rucapequén-Coelemu, hasta 1996.
La estación fue suprimida el 19 de marzo de 1979. El ramal en su totalidad fue utilizado hasta fines de la década de 1980.